# Sachalin-Wühlmaus
Die auf der russischen Insel Sachalin endemische Sachalin-Wühlmaus (Microtus sachalinensis) zählt zur Gattung der Feldmäuse. In den 1990er Jahren wurde eine sehr enge Verwandtschaft zur Amur-Wühlmaus (Microtus maximowiczii) festgestellt. Die Art ist ein Mitglied der Untergattung Alexandromys, die in verschiedenen Abhandlungen als Gattung anerkannt ist.

## Merkmale
Bei den ohne Schwanz 108 bis 176 mm langen und 30 bis 149 g schweren Exemplaren sind Männchen allgemein größer als Weibchen. Die Schwanzlänge beträgt 34 bis 74 mm, die Hinterfüße sind 17 bis 26 mm lang und die Ohren erreichen 10 bis 21 mm Länge. Die Sachalin-Wühlmaus ist auf dem Kopf und auf der Oberseite von rotbraunem Fell bedeckt, während auf der Unterseite hellgraues bis weißliches Fell vorkommt. Die gleiche und deutlich ausgeprägte Farbaufteilung ist auf dem Schwanz vorhanden. Der diploide Chromosomensatz enthält 50 Chromosomen (2n=50). Weitere kennzeichnende Unterschiede zu anderen Feldmäusen liegen in Details der Zähne und des Penisknochens.

## Verbreitung und Lebensweise
Dieses Nagetier bewohnt vorwiegend die zentralen und nördlichen Bereiche Sachalins. Es hält sich in Nadelwäldern mit Lärchen, auf Wiesen und in trockenen Bereichen von Mooren auf. Die Landschaft hat teilweise Tundra-Charakter.
Mehrere Individuen graben ihre Baue dicht beieinander, was einer Kolonie gleicht. Im Winter kann sich das Nest in der Schneedecke befinden. Der Bau hat gewöhnlich neben Gängen eine Wohnkammer mit einem Durchmesser von 10 bis 12 cm, die 10 bis 20 cm tief liegt, sowie bis zu drei Vorratsräumen mit einem Durchmesser von etwa 35 cm. Die gelagerten Vorräte können bis zu 10 kg wiegen. Zur Nahrung der Sachalin-Wühlmaus zählen Gräser, Sauergräser, Kräuter, Blätter von Sträuchern, Rinde von Weiden und gelegentlich Weichtiere.
Weibchen können in der Zeit von Mai bis September ein oder zwei Würfe (sehr selten drei) zeugen. Ein Wurf enthält nach 17 bis 20 Tagen Trächtigkeit bis zu 15 Neugeborene. Im Frühsommer geborene Weibchen können sich noch im selben Jahr fortpflanzen.

## Gefährdung
Möglicherweise wirken sich Verschmutzungen im Zusammenhang mit Erdölförderung negativ aus. Die IUCN listet die Sachalin-Wühlmaus als nicht gefährdet (least concern) aufgrund der weiten Verbreitung und da sich mehrere Schutzzonen auf der Insel befinden.